# Plantageneti
I Plantageneti furono una casata comitale medievale, anche chiamati seconda casa d'Angiò o Angiò-Plantageneti.
Divenne una casata di rango regale con Enrico II d'Inghilterra, figlio di Goffredo V d'Angiò il Bello. Goffredo, nacque nel 1113, sposò Matilde, figlia di Enrico I d'Inghilterra. Il nome della casata prende origine dal latino planta genistae, ovvero «pianta di ginestra», dal momento che il suo simbolo fu il fiore di detta fabacea.
Le origini dei Plantageneti sono individuabili nel Gâtinais (odierna Centro-Valle della Loira) e successivamente nell'Angiò (Paesi della Loira), di cui divenne la prima casa comitale sin dal IX secolo.
In seguito assunse, oltre al governo dell'Inghilterra (1154-1485), quello di Normandia (1144–1204, 1346–60 e 1415-50), di Guascogna e Aquitania (1153–1453), ma nel 1206 perdette la stessa contea di Angiò, passata alla corona francese con Filippo Augusto.
La dinastia plantageneta, includendo anche i rami cadetti di Lancaster e di York, conta quindici sovrani d'Inghilterra e regnò ininterrottamente dal 1154 al 1485.
La ramificazione occorse quando nella seconda metà del XIV secolo due figli di Edoardo III non eredi al trono, Giovanni ed Edmondo, divennero duchi rispettivamente di Lancaster e di York, dando origine così ai due sottorami familiari; il ramo principale finì quando Riccardo II fu deposto dal suo cugino Enrico IV, figlio del duca di Lancaster.
L'ultimo Lancaster fu Enrico VI, che si alternò sul trono con il primo degli York, Edoardo IV. L'ultimo York, e in assoluto l'ultimo della discendenza dei Plantageneti, fu Riccardo III, che fu sconfitto da Enrico VII nella battaglia di Bosworth, dove perse la vita. Alcune fonti attribuiscono la sua morte ad un alabardiere gallese, altre a Rhys ap Thomas, ma non si sa per certo. Il vincitore, Enrico, portò al trono la propria dinastia, i Tudor.

## Origini

### Significato etimologico e uso del nome
Come detto in epigrafe, il nome della casata deriva dal nome latino della ginestra, planta genistae, il cui fiore fu adottato come simbolo araldico da Goffredo V il Bello.
In seguito il nome Plantageneto fu nuovamente assunto dalla dinastia dei re d'Inghilterra a partire dal XV secolo: il primo a usarlo fu Riccardo, terzo duca di York, padre di Edoardo IV e Riccardo III, il quale apparentemente lo assunse nel 1448.
Nel tardo XVII secolo divenne consuetudinario per gli storici chiamare Plantageneti gli appartenenti alla casa.

### La contea d'Angiò
I Plantageneti sono più o meno impropriamente chiamati anche Angioini per il fatto che i loro progenitori furono i Conti di Angiò (anche se precedentemente originarono dai conti di Gâtinais, di cui un discendente sposò l'erede della contea di Angiò), ma per distinzione degli storici, il termine Angioino viene solitamente attribuito solo ai membri delle successive casate Capetinge che governarono l'Angiò. La linea degli Angiò-Plantageneti viene poi fatta risalire ad un oscuro nobile, Ingelger.

## Regno d'Inghilterra

### Ramo principale
| Goffredo V - *1113 †1151 – Duca di Normandia dal 1144 al 1150. A lui si deve l'adozione del fiore di ginestra come simbolo della casata |  | |  | |
| |  | Enrico II - *1133 †1189 – Re d'Inghilterra dal 1154 alla morte                                                                                |  | |
| |  | |  | |
| |  | |  | Enrico - *1155 †1183 – Co-sovrano non governante d'Inghilterra dal 1170 alla morte                                                                          |
| |  | |  | |
| |  | Riccardo I - *1157 †1199 – Re d'Inghilterra dal 1189 al 1199                                                                                  |  | |
| |  | |  | |
| |  | Goffredo - *1158 †1186 – Duca di Bretagna |  | |
| |  | |  | |
| |  | |  | Arturo - *1187 †1203 – Duca di Bretagna e pretendente al trono d'Inghilterra                                                                                |
| |  | |  | |
| |  | Giovanni - *1167 †1216 – Re d'Inghilterra dal 1199 al 1216, perse la contea d'Angiò e in seguito tutte le terre a nord della Loira            |  | |
| |  | |  | |
| |  | |  | Enrico III - *1207 †1272 – Re d'Inghilterra a 9 anni nel 1216, tenne il trono fino alla morte                                                               |
| |  | |  | |
| |  | |  | Edoardo I - *1239 †1307 – Re d'Inghilterra dal 1272 al 1307                                                                                                 |
| |  | |  | |
| |  | |  | Edoardo II - *1284 †1327 – Re d'Inghilterra dal 1307 al 1327                                                                                                |
| |  | |  | |
| |  | |  | Edoardo III - *1312 †1377 – Re d'Inghilterra dal 1327 al 1377                                                                                               |
| |  | |  | |
| |  | |  | Edoardo il Principe Nero - *1330 †1376 – Principe di Galles dal 1343 al 1376, fu l'erede al trono designato, ma morì un anno prima della morte di suo padre |
| |  | |  | |
| |  | |  | Riccardo II - *1367 †1400 – Re d'Inghilterra, successe al suo avo nel 1377 e fu deposto nel 1399                                                            |
| |  | |  | |
| |  | Giovanni - *1340 †1399 – Conte di Richmond. Figlio di Edoardo III, fu duca di Lancaster dal 1362 al 1376 e capostipite del ramo dei Lancaster |  | |
| |  | |  | |
| |  | |  | Casa di Lancaster |
| |  | |  | |
| |  | Edmondo - *1341 †1402 – Primo duca di York dal 1385 alla sua morte, e capostipite del ramo degli York                                         |  | |
| |  | |  | |
| |  | |  | Casa di York |
| |  | |  | |

Nel 1246, con la donazione del feudo d'Angiò da parte del re di Francia Luigi il Santo a suo fratello Carlo nacque la prima dinastia angioina-capetingia.
Dopo Riccardo II il casato dei Plantageneti si divise nei due rami cadetti concorrenti degli York e dei Lancaster che diedero vita alla guerra delle due rose per la disputa del trono.

### Casa di Lancaster
| Giovanni Plantageneto, I duca di Lancaster |  |                                                             |  | |
|                                            |  | Enrico IV - *1367 †1413 – Re d'Inghilterra dal 1399 al 1413 |  | |
|                                            |  |                                                             |  | |
|                                            |  |                                                             |  | Enrico V - *1387 †1422 – Re d'Inghilterra dal 1413 fino alla sua morte |
|                                            |  |                                                             |  | |
|                                            |  |                                                             |  | Enrico VI - * 1421 †1471 – Re d'Inghilterra sotto reggenza dal 1422 al 1437 e successivamente da tale data fino al 1461, quando viene deposto da Edoardo IV. Re di Francia dal 1422 al 1453. Ancora re d'Inghilterra dal 1470 fino alla morte |
|                                            |  |                                                             |  | |

### Casa di York
| Edmondo Plantageneto, I duca di York |  | |  | |
|                                      |  | Edoardo - *1373 †1415 – Secondo duca di York dal 1402 alla sua morte |  | |
|                                      |  | |  | |
|                                      |  | Riccardo - *1375 †1415 – Conte di Cambridge dal 1414 alla sua morte |  | |
|                                      |  | |  | |
|                                      |  | |  | Riccardo Plantageneto - *1411 †1460 – Ereditò nel 1415 il titolo di terzo duca di York dallo zio morto senza figli; pretendente al trono d'Inghilterra, fu designato erede al trono dal parlamento inglese                   |
|                                      |  | |  | |
|                                      |  | |  | Edoardo IV - *1442 †1483 – Re d'Inghilterra nel 1461; perse il trono nel 1470 a favore di Enrico VI che però detenne la corona soltanto per circa sei mesi; Edoardo IV riprese quindi il trono e lo mantenne fino alla morte |
|                                      |  | |  | |
|                                      |  | |  | Edoardo V - *1470 †1483? – Re d'Inghilterra sotto il protettorato di suo zio Riccardo III dal 9 aprile al 26 giugno 1483 quando fu dichiarato illegittimo. Non si hanno notizie certe su di lui dopo la deposizione.         |
|                                      |  | |  | |
|                                      |  | Riccardo III - *1452 †1485 – Re d'Inghilterra dal 1483 alla morte, fu l'ultimo sovrano appartenente alla casa di York. Morì in battaglia contro Enrico VII che fu il primo re Tudor |  | |
|                                      |  | |  | |